# Lebbeus elegans
Espèce
Lebbeus elegans est une espèce de crevettes de la famille des Thoridae, selon WoRMS ou de celle des Hippolytidae, selon NCBI. L'espèce se rencontre en mer du Japon.

## Répartition
En l'état actuel des connaissances, cette espèce n'est connue qu'au large de Togi (en) (péninsule de Noto, Japon), aux profondeurs comprises entre 300 et 400 m.

## Description
Les plus grands spécimens analysés lors de l'étude de 2004 mesuraient 17,1 mm.

## Systématique
L'espèce Lebbeus elegans a été décrite en 2004 par les carcinologistes japonais Tomoyuki Komai (d), Ken-Ichi Hayashi (d) et Hisanori Kohtsuka (d),.

## Étymologie
Son épithète spécifique, du latin elegans, « beau, belle », fait référence à la très belle apparence de cette espèce.

## Publication originale
- (en) Tomoyuki Komai, Ken-Ichi Hayashi et Hisanori Kohtsuka, « Two new species of the shrimp genus Lebbeus White from the Sea of Japan, with redescription of Lebbeus kuboi Hayashi (Decapoda: Caridea: Hippolytidae) », Crustacean Research, vol. 33,‎ janvier 2004, p. 103-125 (ISSN 2189-5317, DOI 10.18353/CRUSTACEA.33.0_103, lire en ligne).